# Black Tot Day

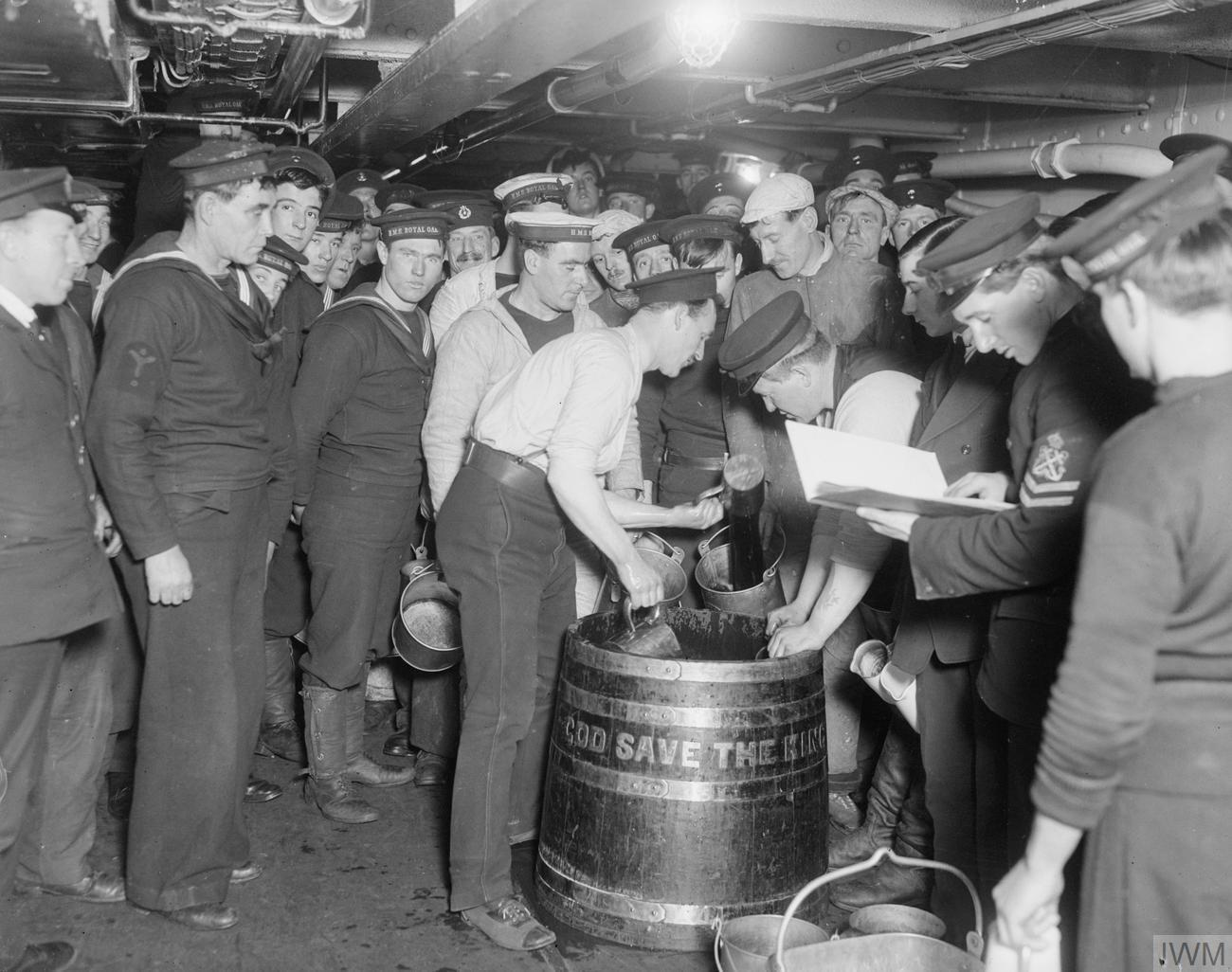
1916: Britische Marineangehörige erhalten ihre tägliche Rumration

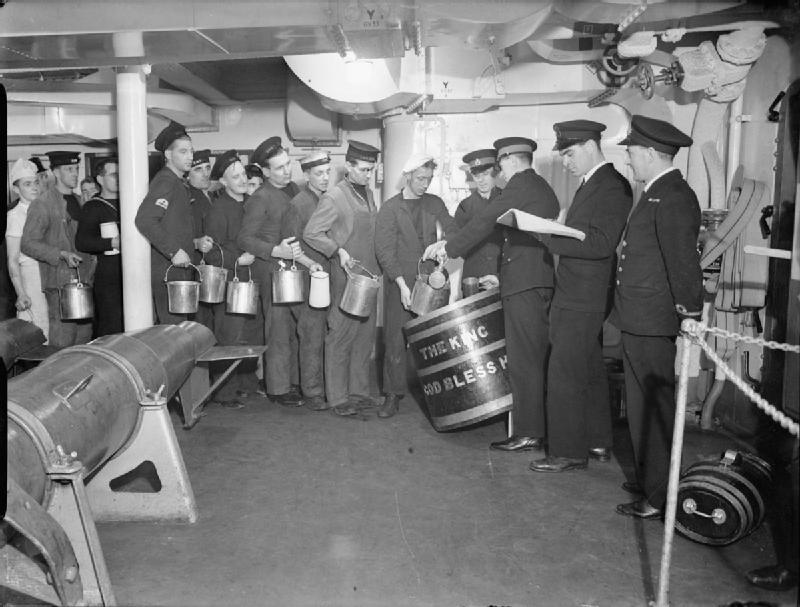
1940: Ausgabe der Rumration an Bord der King George V

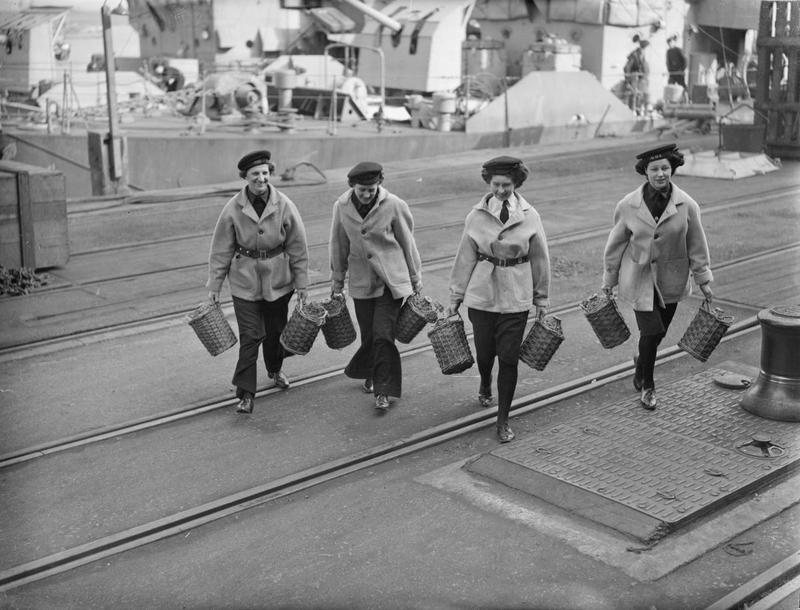
1943: Wrens tragen in Harwich Rumrationen an Bord eines zum Auslaufen bereitliegenden britischen Marineschiffs

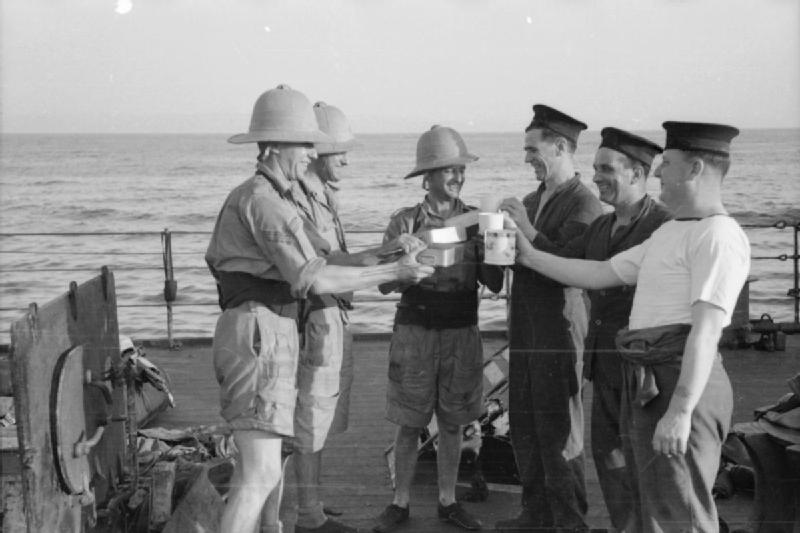
Zweiter Weltkrieg: Marineangehörige prosten sich mit ihren Rumrationen zu

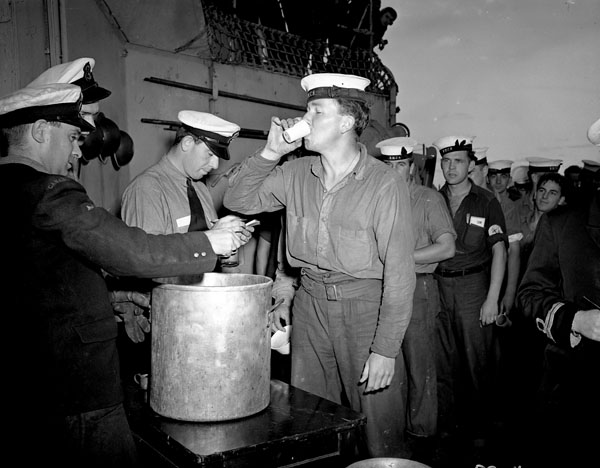
1945: Marineangehörige erhalten eine extra Ration Rum, um den V-J-Day zu feiern

Der Black Tot Day war der 31. Juli 1970, der letzte Tag, an dem offiziell Rumrationen an Seeleute der britischen Royal Navy ausgegeben wurden. Damit endete eine 315 Jahre lange Tradition. Der Begriff „Tot“ bezeichnete die tägliche Rumration.

## Feierlichkeiten am 31. Juli 1970
Auf britischen Kriegsschiffen weltweit trugen Seeleute schwarze Armbänder als Trauerflor und nahmen an Trauerzeremonien teil. Besonders aufwändig waren die Feierlichkeiten auf der HMS Fife, einem Zerstörer, der zu der Zeit im Hafen von Pearl Harbor lag. Von allen Schiffen der Royal Navy befand er sich am nächsten an der internationalen Datumsgrenze, daher erhielten hier zum letzten Mal Angehörige der Royal Navy Rum als Teil ihrer Ration. Die Mannschaft versammelte sich auf Deck, trank ihre Rationen und warf dann die Gläser und zuletzt das Rumfass über Bord. Dazu wurden 21 Salutschüsse abgefeuert. Anwesende Vertreter der hawaiianischen Presse berichteten, dass anschließend ein Dudelsackspieler Trauerlieder anstimmte.
Aus Anlass des Black Tot Day gab das Postamt des Marinehafens Portsmouth einen Sonderstempel „Last Issue of Rum to the Royal Navy 31 July 1970“ heraus.

## Geschichte
Seit dem 17. Jahrhundert hatten Seeleute der Royal Navy Anspruch auf eine Gallone (damals knapp vier Liter) Bier pro Tag. Bier hielt sich zwar länger als Trinkwasser, war aber auch nur begrenzt haltbar. Auf längeren Reisen und in wärmeren Klimazonen griff man daher auf Wein und Brandy als Teil der Bordverpflegung zurück. Nach der Eroberung Jamaikas durch die Briten 1655 wurde Brandy zunehmend durch Rum verdrängt, der billiger und leichter zu beschaffen war und durch die Lagerung in Holzfässern an Bord sogar noch an Qualität gewann. Zudem setzten sich die Plantagenbesitzer der britischen Karibik-Kolonien in Großbritannien für die Verwendung von Rum anstelle von anderen, meist importierten, Spirituosen ein. 1779 wurde das Versorgungsamt der britischen Royal Navy offiziell angewiesen, den (überwiegend aus Frankreich stammenden) Brandy an Bord britischer Schiffe durch karibischen Rum zu ersetzen.
Seit 1731 gehörte Rum zur offiziellen Bordverpflegung. Ein halbes Pint (etwa ein Viertelliter) Rum, auf zwei Ausgaben pro Tag verteilt, war das Äquivalent für die tägliche Gallone Bier. Da eine solche Menge hochprozentigen Alkohols zu Disziplinproblemen führte, gab der britische Admiral Edward Vernon am 21. August 1740 seinem in der Karibik stationierten Geschwader den Befehl, den Rum nur noch mit Wasser verdünnt auszuteilen, wobei ein Teil Rum auf vier Teile Wasser kam. Damit sollte sichergestellt werden, dass die Matrosen ihre Ration nicht auf einmal tranken und ihren Dienst alkoholisiert verrichteten. Vernons Spitzname bei den Matrosen, „Old Grog“, soll der Mischung von Rum und Wasser ihren Namen gegeben haben. Im Jahre 1756 wurde die tägliche Verteilung von mit Wasser gestrecktem Rum in den britischen „Naval Code“ aufgenommen. Die im Verlauf des 19. Jahrhunderts an Bedeutung gewinnende Abstinenzbewegung sorgte dafür, dass die Rumrationen zunehmend kleiner wurden. 1824 wurde die Ration auf die Hälfte reduziert; die Marineangehörigen wurden dafür durch größere Zuteilungen an Tabak, Tee und Fleisch entschädigt. Ab 1848 konnten die Besatzungsmitglieder zwischen Rum und Tee mit Zucker wählen. Bereits 1850 empfahl eine Kommission der Admiralität, die Rumration abzuschaffen; stattdessen wurde die Ration nochmals halbiert und nur noch einmal täglich ausgeteilt. Zum Ausgleich wurde die Löhnung erhöht. Zudem erhielten die Männer die Möglichkeit, ganz auf die Rumration zu verzichten und stattdessen „grog money“ zu erhalten. Seitdem bestand die tägliche Rumration aus 71 ml 54-prozentigem Rum. 1881 wurde die Rumration für Offiziere, 1918 für Warrant Officers (Deckoffiziere) ganz abgeschafft und nur noch an Unteroffiziers- und Mannschaftsdienstgrade ausgegeben, die ein Mindestalter von 20 Jahren haben mussten.
Um 1950 nahm nur noch etwa ein Drittel der britischen Marineangehörigen die tägliche Rumration in Empfang. Die Arbeit auf einem Kriegsschiff war zunehmend komplexer geworden, der Genuss von Alkohol passte immer weniger zur anspruchsvollen Bedienung moderner Waffensysteme. So wies eine britische Zeitung darauf hin, dass Marineangehörige nach dem Genuss ihrer täglichen Rumration eigentlich nicht einmal mehr Auto fahren dürften. Daher beschloss die britische Admiralität im Dezember 1969, die Rumausgabe einzustellen. Daraufhin initiierte der Unterhausabgeordnete James Wellbeloved am 28. Januar 1970 im britischen House of Commons eine Debatte mit dem Ziel, den Beschluss rückgängig zu machen. Die stellenweise recht humoristisch geführte Debatte, in der reichlich Gebrauch von nautischer Terminologie gemacht wurde (unter anderem drohte der Speaker, störende Abgeordnete „an die Rahnock zu hängen“) und einige Abgeordnete Erinnerungen an ihre Marinedienstzeit zum Besten gaben, ging als Great Rum Debate in die Parlamentsgeschichte ein. David Owen, der damalige Marinestaatssekretär, verteidigte die Maßnahme und wies darauf hin, dass die eingesparte Summe in Höhe von 2,7 Millionen Pfund dem Sailor’s Fund überwiesen würde, mit dem Freizeitaktivitäten der Marineangehörigen subventioniert wurden, und dass zum Ausgleich für die wegfallende Ration der Verkauf von Spirituosen in der Unteroffiziersmesse erlaubt würde. Am Ende billigte das Unterhaus den Beschluss.
In der Royal Canadian Navy war „Black Tot Day“ am 31. März 1972, in der Royal New Zealand Navy am 28. Februar 1990. Die Royal Australian Navy hatte die Rumausgabe schon 1921 eingestellt, die US Navy bereits am 1. September 1862.

## Einzelbelege
1. 1 2 3 4 5  W. Curtis: And a Bottle of Rum. New York 2006, Kapitel: Grog.
2. ↑  Abbildung auf gbcovercollector.co.uk
3. 1 2 3 4  RNZN and the Rum Issue. Website des National Museum of the Royal New Zealand Navy, abgerufen am 28. Mai 2018
4. ↑  Men of the Royal Navy to be allowed Extra Rations of Tea and Sugar in lieu of the Tot (Memento des Originals vom 22. Juli 2018 im Internet Archive)  Info: Der Archivlink wurde automatisch eingesetzt und noch nicht geprüft. Bitte prüfe Original- und Archivlink gemäß Anleitung und entferne dann diesen Hinweis., abgerufen am 28. Mai 2018.
5. ↑  W. Curtis: And a Bottle of Rum. New York 2006, Kapitel: Grog, Absatz 71.
6. ↑  Protokoll der Debatte im House of Commons
7. ↑  Grog (Memento des Originals vom 10. August 2017 im Internet Archive)  Info: Der Archivlink wurde automatisch eingesetzt und noch nicht geprüft. Bitte prüfe Original- und Archivlink gemäß Anleitung und entferne dann diesen Hinweis., abgerufen am 28. Mai 2018.